# Stefano Landi
Stefano Landi (Roma, 26 de fevereiro de 1587 — Roma, 28 de outubro de 1639) foi um compositor e professor Italiano do Barroco.

## Biografia

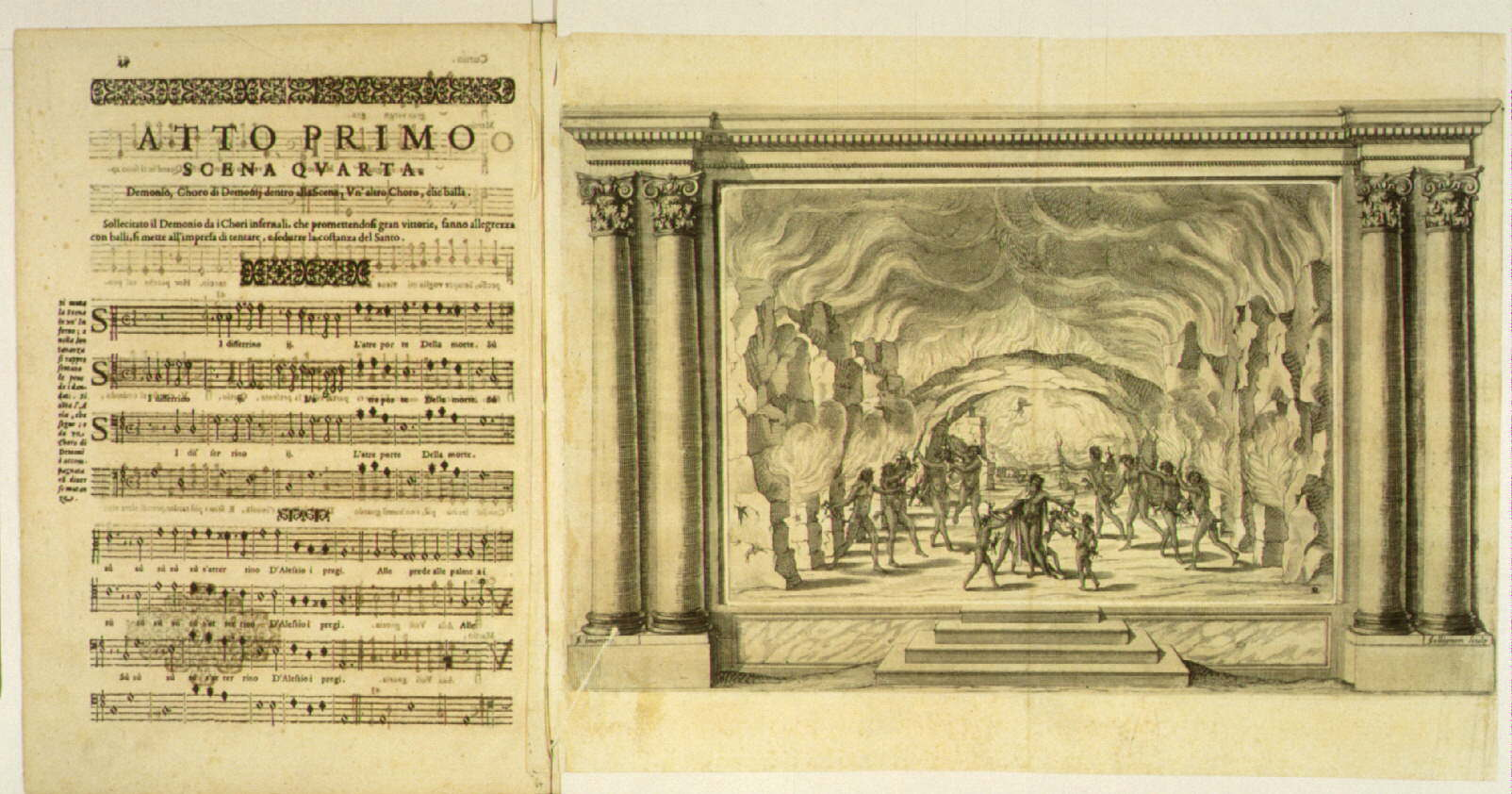
1634 publicação de Il Sant'Alessio com ilustração em xilogravura mostrando uma cena da ópera.

Landi nasceu em Roma, capital dos Estados Pontifícios. Em 1595 ele ingressou no Collegio Germanico em Roma como um menino soprano, e pode ter estudado com Asprilio Pacelli. Landi recebeu encomendas menores em 1599 e começou a estudar no Seminario Romano em 1602. É mencionado nos registros do Seminário como compositor e diretor de uma pastoral carnavalesca em 1607; e em 1611 seu nome aparece como organista e cantor, embora já fosse maestro di cappella em S Maria della Consolazione em 1614. Agostino Agazzari foi maestro di cappella no Seminario Romano e pode ter sido um dos professores de Landi também.
Em 1618 mudou-se para o norte da Itália e publicou um livro de madrigais de cinco vozes em Veneza; aparentemente, ele havia adquirido o cargo de maestro di cappella em Pádua. Além disso, ele escreveu sua primeira ópera em Pádua, La morte d'Orfeo. Muito provavelmente, foi usado como parte das festividades de um casamento. A sua experiência em Pádua e Veneza foi fundamental para o desenvolvimento do seu estilo, pois aí teve contacto com a obra dos compositores progressistas da Venetian School, cuja música era geralmente evitada na Roma conservadora.
Em 1620 Landi retornou a Roma, onde passou o resto de sua vida, onde seus patronos incluíam sucessivamente a família Borghese, o cardeal Maurizio de Sabóia e a família Barberini, que seriam seus principais empregadores no final dos anos 1620 e 1630, embora juntou-se ao coro papal em 1629 com metade do salário. Foi para a família Barberini que escreveu a obra pela qual é mais famoso, Sant'Alessio, em 1632, que serviu para inaugurar o Teatro delle Quattro Fontane. Ao longo desse período, ele foi prolífico em termos de composição, escrevendo missas, árias e responsórios, principalmente no estilo seconda prática.do barroco inicial, decisão que gerou polêmica para alguns dos músicos mais conservadores, que consideravam a prima pratica – o estilo da Palestrina – mais apropriada para a música sacra. Depois de cerca de 1636, ele começou a sofrer de problemas de saúde e morreu em Roma em 1639 e foi enterrado em Santa Maria em Vallicella.

## Música e influência
Curiosamente, a música secular de Landi é mais conservadora do que a maioria de sua música sacra, e seu primeiro livro de madrigais, para cinco vozes e baixo contínuo, é quase indistinguível em estilo de muitas coleções do final do século XVI, exceto para a parte do baixo contínuo. Sua outra música secular consiste em ares estróficos, árias e outras canções para voz e baixo contínuo.
As massas de Landi, das quais existem apenas duas, são no estilo simples do século XVI, incentivadas (e às vezes exigidas) pela Contra-Reforma. No entanto, ele usa o estilo concertato veneziano para alguns de seus motetos, bem como para os salmos Magnificat e Vésperas, provavelmente como resultado dos anos que passou no norte da Itália. De longe, sua composição mais famosa e uma das óperas mais significativas do início do barroco é o cenário da vida de Santo Alexis do século V, Il Sant'Alessio. Não só é a primeira ópera a ser escrita sobre um tema histórico, mas também descreve cuidadosamente a vida interior do santo e tenta caracterizar psicologicamente um tipo novo na ópera. A maioria das cenas cômicas intercaladas, no entanto, são anacrônicas (e hilárias) extraídas da vida contemporânea na Roma do século XVII.
A parte do próprio Sant'Alessio é altíssima e foi feita para ser cantada por um castrato. Na apresentação inicial, metade dos cantores era do coro papal, e havia várias partes de soprano cantadas por outros castrati. A orquestra que a acompanha é atualizada, dispensando as violas arcaicas e utilizando violinos, violoncelos, harpas, alaúdes, teorbos e cravos. A ópera inclui canzonas introdutórias que funcionam como aberturas; na verdade, são as primeiras aberturas na história da ópera. Danças e seções cômicas se misturam com árias sérias, recitativos e até um lamento madrigaliano, para uma variedade dramática geral extremamente eficaz, como atestam as frequentes apresentações da ópera na época. Sant'Alessio foi uma das primeiras obras dramáticas encenadas com sucesso a misturar os estilos monódico e polifônico.

## Obras

### Dramas
- La morte d'Orfeo op. 2 (tragicomédia pastoral, 5), apresentada no Veneto? 1619 (Veneza, 1619);
- Il Sant'Alessio (drama musical, libreto de G. Rospigliosi), Roma, Palazzo Barberini ai Giubbonari, 2 de março de 1631 ou 18 de fevereiro de 1632; Palazzo Barberini alle Quattro Fontane, 1634.

### Música sacra
- Psalmi integri, Roma, 1624;
- Missa in benedictione nuptiarum, Roma, 1628;
- 1 Missa para 5 vozes e contínuo;
- Mottetti, editi nel 1616, 1621, 1625.

### Música secular
- Madrigali… libro primo, Veneza, 1619;
- Arie, a una voce e basso continuo, Veneza, 1620;
- Il secondo libro d'arie musicali, Roma, 1627;
- Il quinto libro d'arie, Veneza, 1637;
- Il sesto libro d'arie, Veneza, 1638;
- Várias árias, duetos, diálogos.